# Bernat VII de Comenge
Bernat VII de († Buset, 21 de juliol de 1312), va ser comte de Comenge de 1295 a 1312.

## Biografia
Bernat VII era el fill gran del comte Bernat VI de Comenge i de la seva esposa Teresa, els orígens familiars dels quals es desconeixen. La parella, casada abans del 26 d'agost de 1245, havia tingut almenys cinc fills més, dos fills i tres filles: Pere Ramon, testimoniat el 1284, va morir abans del 1291, mentre que Arnau Roger (mort el 1298) va emprendre, com molts fills petits de famílies nobles, una carrera eclesiàstica, i va ser successivament canonge, prebost i bisbe de Tolosa (1297 -1298). De les seves tres germanes, Mascarosa (morta el 1291) es va casar el 1270 amb Enric II, comte de Rodés, Seguina (morta abans de desembre de 1312), esdevingué monja al priorat fontevrista de Sent Laurenç a Comenge, i Rubea (morta el 1305 o 1309), fou una monja cistercenca, aleshores abadessa de Havars (1299-1305/9).
Bernat VII segurament tenia ja cinquanta anys quan va arribar al poder l'any 1295. El 20 de març d'aquell any, per una acta aprovada a Muret, Bernat VI va cedir el comtat al seu fill primogènit, i va demanar al rei Felip IV el Bell per escrit que n'aprobés la successió i rebés l'homenatge del seu fill.
Bernat VII va morir a Buset el 21 de juliol de 1312. Va ser enterrat a l'abadia de Bonafont, on ja hi havien estat enterrats el seu pare, el seu avi Bernat V i un avantpassat seu del segle XII, el comte Bernat II. L'estàtua jacent d'un comte Bernat de Comenge d'aquest monestir i que ara es conserva al Museu dels Agustins de Tolosa, podria ser la de Bernat VII, tot i que també podria pertànyer al seu pare Bernat VI.

## Núpcies i descendència
Bernat de Comenge es va casar, després de 1277, amb Laura (també coneguda com a Laureta) de Montfort, nascuda cap al 1262 i morta abans de l'1 de desembre de 1300. Era la segona filla de Felip II de Montfort, senyor de Castras i de la seva dona Joana de Levis, filla de Guiu II de Levis, senyor de Mirapeis. El maig de 1290 al castell de Ròcacorba, Laura, representada pel seu marit Bernat VII de Comenge, va compartir amb el seu germà Joan de Montfort, comte de Squillace, i la seva germana Elionora l'herència procedent del seu pare i de la seva mare. Va morir abans que el seu germà Joan, el qual ho feu l'1 de desembre de 1300.
La parella va tenir almenys vuit fills, sis fills i dues filles:
- Bernat VIII (mort el 1336), vescomte de Torèna (1304-1336) i comte de Comenge (1312-1336), pare de Joan I de Comenge (1336-1339)

- Pere Ramon I (mort el 1341), senyor de Serrera i, després, comte de Comenge (1339-1341)
- Guiu, senyor de l'Albigès
- Joan Ramon (mort el 1348), bisbe de Magalona (1309-1317) i arquebisbe de Tolosa (1317-1327)
- Simó (mort el 1323, abans del 16 d'abril), amb la protecció del papa Joan XXII, acumula les prebendes de canonges (1317: Cambrai, Narbona, Clermont, Meaux, Frontinhan, Albi, Comenge; 1319: París, Chartres, Bazas); ardiaca de Lombèrs (1317), de Meaux (1316),[15] després de Canterbury (1319-1323);[16] capellà papal (1319) i nomenat bisbe de Magalona el 1323 però morí abans de poder prendre possessió del seu escó[17]
- Arnau Roger (mort el 1336), primer bisbe de Lombèrs (1317-1328), després bisbe de Clermont (1328-1336)
- Cecila (morta després de 1355), esposa (1317) Amanieu d'Astarac (mort cap al 1326), hereu del comtat,[14] després (1337) amb Joan II Paléòleg (1321-1372), marquès de Montferrat (1338-1372)
- Elionor, casada el 1324[18] amb Gastó II, comte de Foix i vescomte de Bearn.[14]